# Estadio Municipal de Aconquija
El Estadio Municipal de Aconquija, es un Estadio de fútbol de propiedad del Club Unión Aconquija ubicado en la villa de El Lindero, Aconquija , Catamarca , Argentina.
- Datos: Q20021947